# Nordsjön (Malmbäcks socken, Småland)
Nordsjön är en sjö i Nässjö kommun i Småland och ingår i Lagans huvudavrinningsområde. Sjön är 3,9 meter djup, har en yta på 0,025 kvadratkilometer och befinner sig 270 meter över havet.